# Biblioteca de Asurbanipal

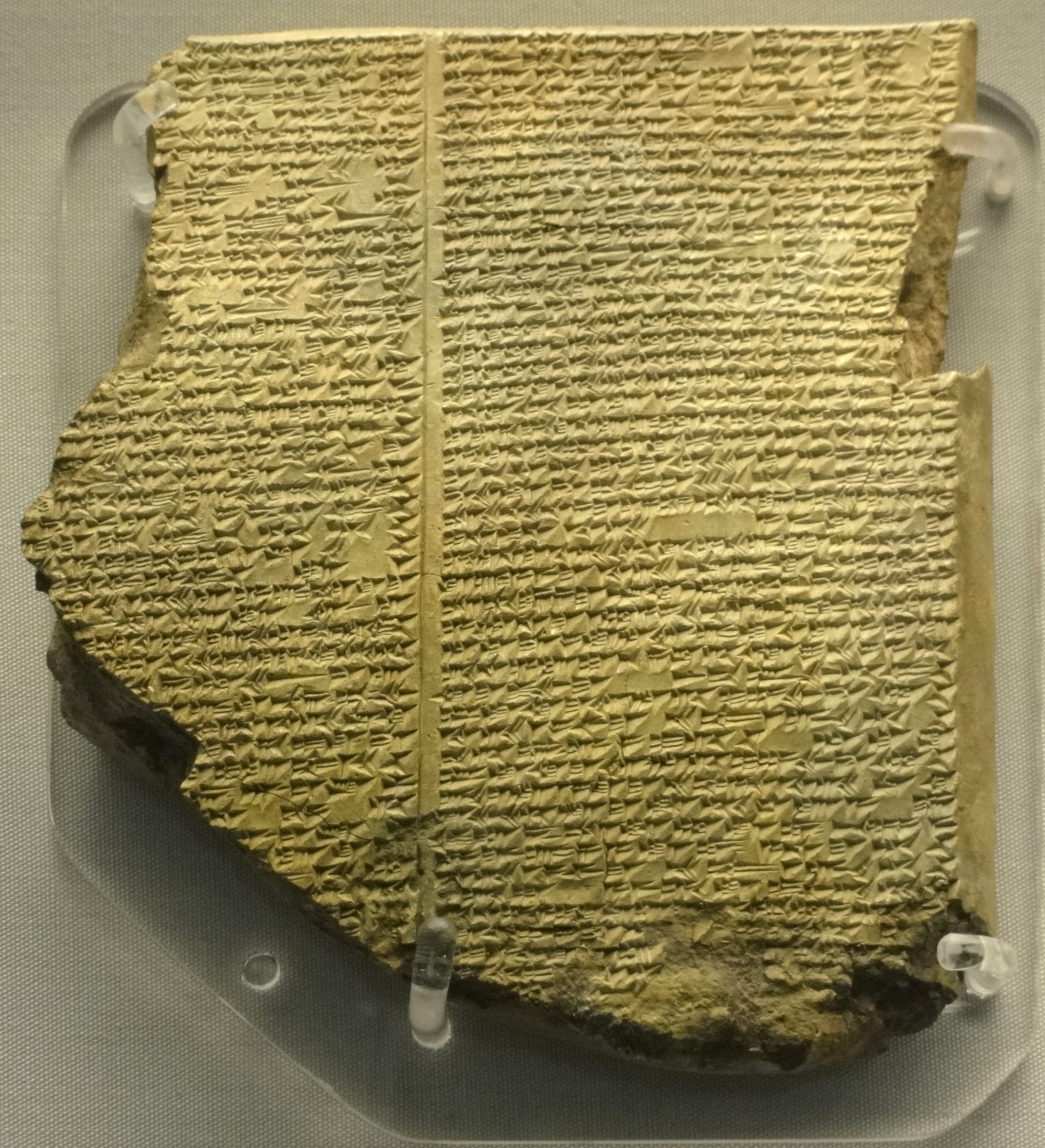
Tablilla conteniendo parte de la Epopeya de Gilgamesh (Tablilla 11 relatando el diluvio), en la actualidad en la colección del Museo Británico.

La Biblioteca de Asurbanipal fue una gran biblioteca en la ciudad asiria de Nínive, iniciada por el rey Sargón II, que reinó desde el 722 al 705 a. C. y ampliada por el rey Asurbanipal (669-627 a. C.). Se encontraba situada en el recinto del palacio.
La biblioteca alojaba una extensa colección de tablillas hechas de arcilla, cubiertas de una escritura fina por ambos lados. Se llegaron a reunir hasta 22 000 tablillas, encontradas bajo los escombros del palacio real en Nínive. Fue famosa y muy considerada desde su creación. Cuando los babilonios arrasaron Nínive al mando de Nabopolasar en el 612 a. C., destruyeron gran parte de su contenido. Se desconoce cuántas tablas de cera, rollos de cuero y papiros se perdieron.
Se trata de la colección más completa que se conoce de escritura cuneiforme, un legado cultural dejado por el rey Asurbanipal que, según las noticias escritas que se conservan sobre su vida, mostró un gran interés por el saber y la ciencia de Mesopotamia y dio orden de buscar y confiscar todas las tablillas posibles, sobre todo en Babilonia. En ellas puede encontrase los temas más diversos:
- gramática
- diccionarios
- listas oficiales de ciudades
- tratados de matemáticas y astronomía
- libros de magia
- religión
- ciencias
- arte
- historia
- literatura

Una de las obras más famosas de la biblioteca es el Poema de Gilgamesh, considerada como la obra narrativa más antigua de la humanidad.
En ella se encontraron textos que no solo permitieron profundizar el conocimiento del idioma acadio, sino también sugirieron la existencia de otro idioma mesopotámico escrito con caracteres cuneiformes, el sumerio.

## Arqueología
En 1847, Austen Henry Layard, un joven viajero con vocación de arqueólogo, descubrió bajo un montículo de la ciudad antigua de Nínive las ruinas del palacio de Senaquerib, entre las que se encontraba la biblioteca de Asurbanipal. Las tablillas encontradas fueron depositadas en el Museo Británico. Por otra parte, el arqueólogo Henry Rawlinson encontró una inscripción en la roca de Behistún con un texto políglota de la época del rey persa Darío I el Grande en antiguo persa, elamita y babilonio. Fue un hallazgo tan importante como el de la piedra de Rosetta pues su estudio sirvió para poder traducir e interpretar la escritura cuneiforme de los textos de las tablillas de la biblioteca.

## Contenido
Asurbanipal era conocido como un tenaz comandante marcial; sin embargo, también era un reconocido intelectual que sabía leer y escribir, y un apasionado coleccionista de textos y tablillas. Al recopilar textos para su biblioteca, escribió a las ciudades y centros de aprendizaje de toda Mesopotamia, ordenándoles que le enviaran copias de todas las obras escritas en la región. Como aprendiz de escriba, dominaba tanto la lengua acadia como la sumeria. Envió escribas a todas las regiones del Imperio neoasirio para recopilar textos antiguos. Contrató a eruditos y escribas para copiar textos, principalmente de fuentes babilónicas.

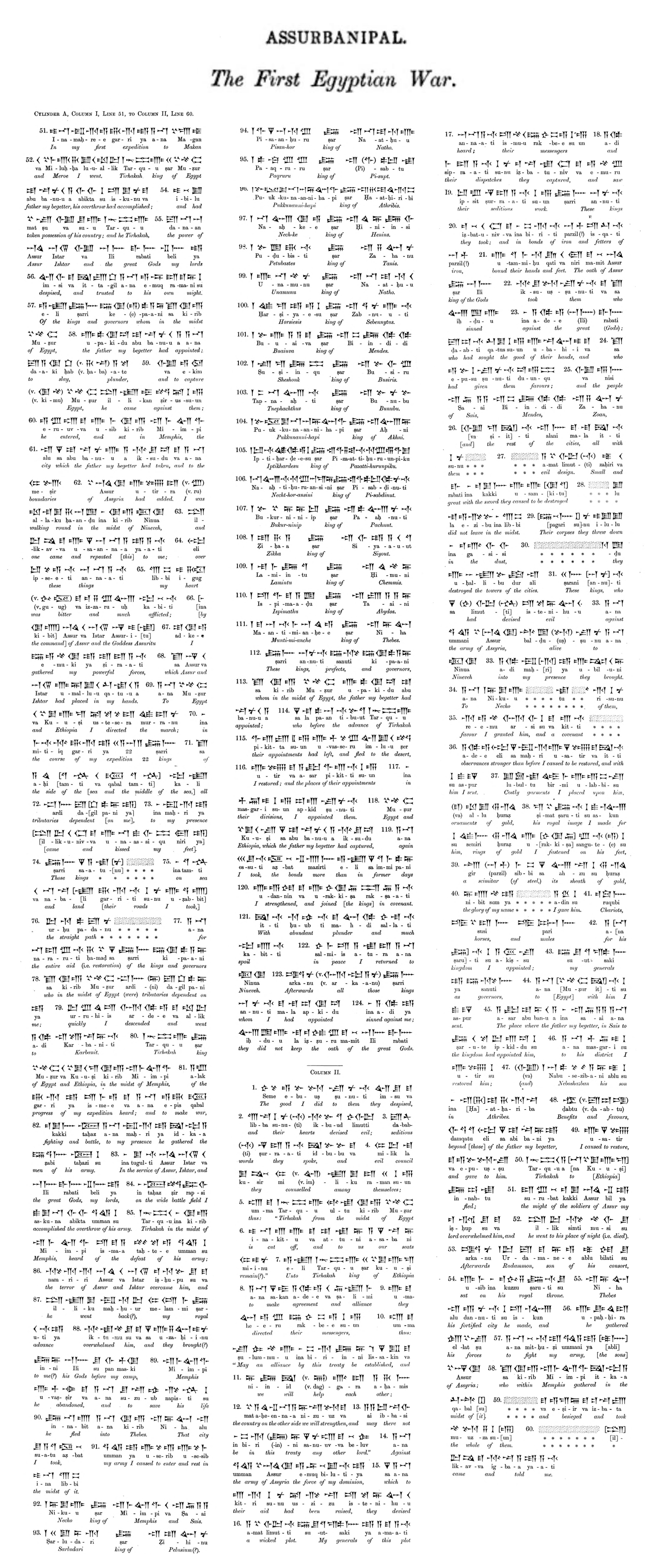
Relato de la campaña de Ashurbanipal en Egipto contra Taharqua (traducción del cuneiforme, del cilindro Rassam de Ashurbanipal).

Asurbanipal utilizaba el botín de guerra como medio para abastecer su biblioteca. Como era conocido por ser cruel con sus enemigos, Asurbanipal pudo utilizar las amenazas para obtener materiales de Babilonia y de las zonas circundantes[10] El intenso interés de Asurbanipal por coleccionar textos de adivinación fue una de sus motivaciones para coleccionar obras para su biblioteca. Su motivo original puede haber sido "obtener la posesión de rituales y conjuros que eran vitales para mantener su poder real"."
La biblioteca real consta de aproximadamente 30.000 tablillas y tableros de escritura, la mayoría de ellos muy fragmentados. Muchos de estos tableros contienen un sello que indica que pertenecieron a su palacio. De la conservación de los fragmentos se desprende que el número de tablillas que existía en la biblioteca en el momento de la destrucción era de cerca de dos mil y el número de tableros de escritura dentro de la biblioteca puede situarse en un total de trescientos. La mayor parte del corpus de tablillas (unas 6.000) incluía composiciones coloquiales en forma de legislación, correspondencias y compromisos con el extranjero, declaraciones aristocráticas y asuntos financieros. Los textos restantes contenían adivinaciones, presagios, conjuros e himnos a diversos dioses, mientras que otros se referían a la medicina, la astronomía y la literatura. De todos estos textos de la biblioteca, sólo diez contienen obras literarias de ritmo expresivo, como epopeyas y mitos.
Los textos babilónicos de las bibliotecas de Asurbanipal pueden separarse en dos grupos diferentes: las composiciones literarias, como los textos de adivinación, religiosos, léxicos, médicos, matemáticos e históricos, así como las epopeyas y los mitos, por un lado, y los documentos legales, por otro. El grupo de los documentos jurídicos abarca cartas, contratos y textos administrativos y consta de 1128 tablillas y fragmentos babilónicos. Dentro del grupo de las composiciones literarias, de las que hasta ahora se han clasificado 1.331 tablillas y fragmentos, los textos de adivinación pueden diferenciarse entre los 759 denominados textos de biblioteca, como las tablillas de las distintas series de presagios y sus comentarios, y los 636 denominados textos de archivo, como los informes de presagios, las consultas a los oráculos y otros similares.
La Epopeya de Gilgamesh, obra maestra de la antigua poesía babilónica, se encontró en la biblioteca, al igual que la historia de la creación de Enûma Eliš, el mito de Adapa, el primer hombre, y relatos como el del Pobre de Nippur
Otro grupo de textos literarios son los textos léxicos y las listas de signos. Hay veinte fragmentos de diferentes tablillas con signos cuneiformes arcaicos dispuestos según el silabario A, mientras que uno está dispuesto según el silabario B. Los escribas asirios de las Bibliotecas de Asurbanipal necesitaban listas de signos para poder leer las inscripciones antiguas y la mayoría de estas listas fueron escritas por escribas babilónicos. Los otros grupos de textos escritos babilónicos en Nínive son las epopeyas y los mitos y los textos históricos con un 1,4% cada uno. Sólo hay un texto matemático que se dice que se excavó en Nínive.
Los textos fueron escritos principalmente en acadio en escritura cuneiforme; sin embargo, muchas de las tablillas no tienen una derivación exacta y a menudo es difícil determinar su procedencia original. Muchas de las tablillas están compuestas en escritura neobabilónica, pero también se sabe que muchas están escritas en asirio.
Las tablillas solían estar organizadas según su forma: las de cuatro lados eran para las transacciones financieras, mientras que las redondas registraban información agrícola. (En esta época, algunos documentos escritos también estaban en madera y otros en tablillas de cera). Las tablillas se separaban según su contenido y se colocaban en diferentes salas: gobierno, historia, derecho, astronomía, geografía, etc. Los contenidos se identificaban mediante marcas de color o breves descripciones escritas, y a veces por el "incipit", o las primeras palabras que iniciaban el texto.
Nínive fue destruida en el año 612 a. C. por una coalición de babilonios, escitas y medos, un antiguo pueblo iraní. Se cree que durante el incendio del palacio, un gran fuego debió de arrasar la biblioteca, haciendo que las tablillas cuneiformes de arcilla se cocieran parcialmente. Este evento potencialmente destructivo ayudó a preservar las tablillas. Además de los textos en tablillas de arcilla, es posible que algunos de los textos estuvieran inscritos en tablillas de cera que, por su naturaleza orgánica, se han perdido.
La base de datos de las colecciones del Museo Británico cuenta con 30.943 "tablillas" en toda la colección de la biblioteca de Nínive, y los fideicomisarios del Museo proponen publicar un catálogo actualizado como parte del Proyecto de la Biblioteca de Ashurbanipal (Ashurbanipal Library Project). Si se deducen todos los fragmentos más pequeños que realmente pertenecen al mismo texto, es probable que la "biblioteca" incluyera originalmente unos 10.000 textos en total. Sin embargo, los documentos originales de la biblioteca, que habrían incluido pergaminos de cuero, tableros de cera y posiblemente papiros, contenían tal vez un espectro de conocimientos mucho más amplio que el que se conoce a partir de los textos cuneiformes de tablillas de arcilla que han sobrevivido. Una gran parte de las bibliotecas de Asurbanipal consistía en tableros de escritura y no en tablillas de arcilla.

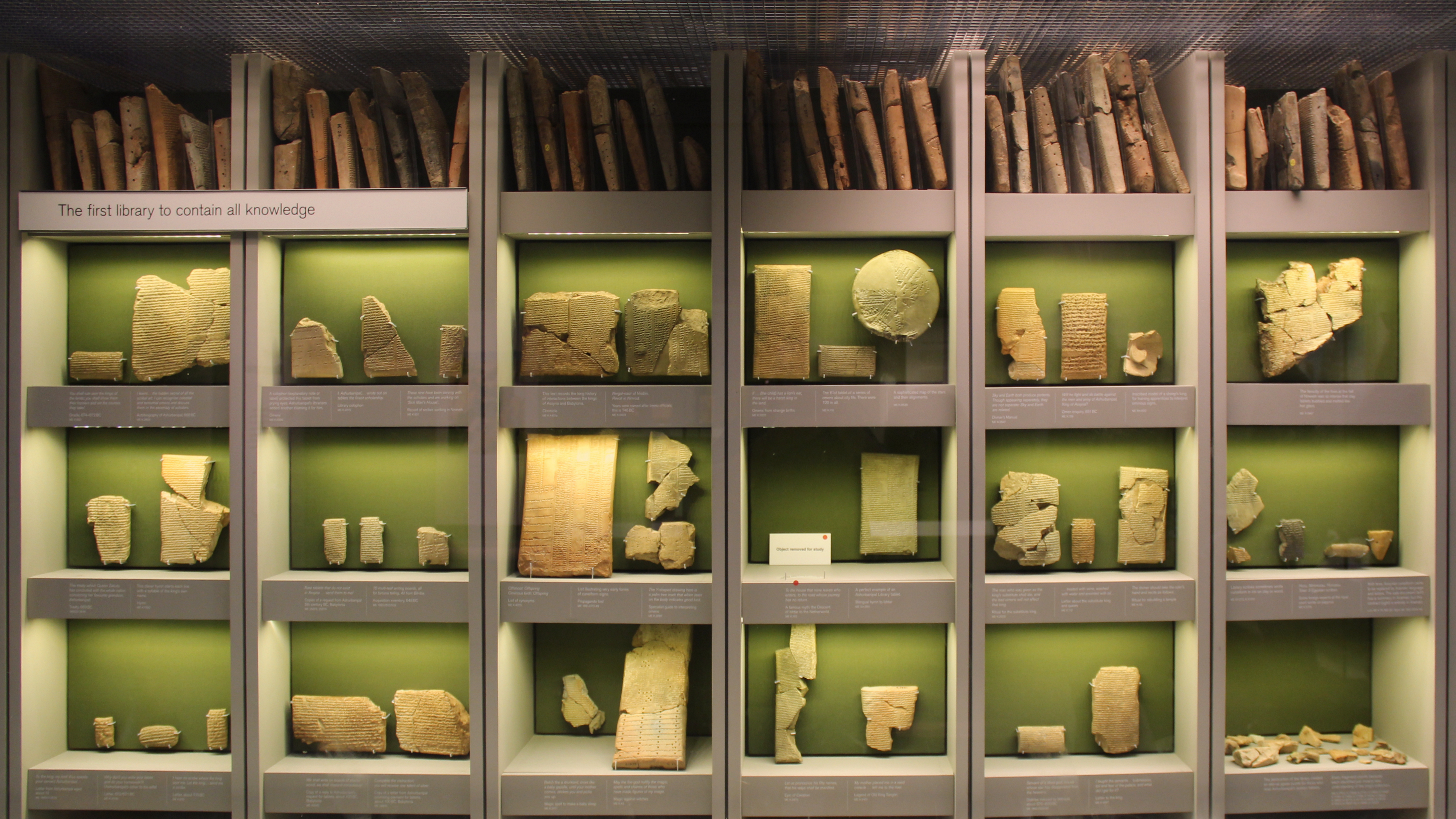
Biblioteca de Ashurbanipal, Mesopotamia 1500-539 a. C. Galería en el Museo Británico, Londres, Inglaterra, Reino Unido.

### Ashurbanipal Library Project (Proyecto Biblioteca Ashurbanipal)
Creado en colaboración con la Universidad de Mosul y financiado por el grupo Townley, el museo británico ha estado compilando un catálogo de artefactos de la biblioteca de Ashurbanipal desde 2002. El objetivo es documentar la biblioteca con el mayor detalle posible en textos e imágenes que incluyen transliteraciones de signos, copias dibujadas a mano, traducciones e imágenes digitales de alta calidad.
El proyecto se llevó a cabo en tres etapas y los resultados se publicaron en 2003, 2004 y 2014. La Dra. Jeanette C. Fincke estudió estudios orientales antiguos, hititología y egiptología en la Universidad de Hamburgo y estuvo muy involucrada durante las dos primeras etapas. Durante la primera etapa, Fincke compiló una lista autorizada de las 3500 tablillas de la biblioteca en escrituras babilónicas. Durante la segunda etapa, Fincke también recopiló varios textos astrológicos de Nínive. La tercera etapa se completó con la ayuda del profesor Riekel Borger, quien falleció a mitad del catálogo en diciembre de 2010, y se completó con la ayuda de la Fundación Andrew Mellon de 2009 a 2013 bajo la dirección de Jon Taylor. Durante esta última etapa, la biblioteca produjo imágenes digitales de alta resolución de todas las tabletas de la biblioteca. Cada imagen se crea utilizando 14 imágenes, lo que permite una representación virtual bidimensional de las tabletas tridimensionales. Las imágenes se han publicado en el sitio web de la Iniciativa de Biblioteca Digital Cuneiforme (Cuneiform Digital Library Initiative), el sitio en línea de las Colecciones del Museo Británico.
A partir de 2020, el proyecto se ha centrado en dos áreas: el primero se ocupa de reconstruir textos médicos a partir de tabletas catalogadas, y el segundo es un proyecto que utiliza notaciones de escribas en la parte inferior de cada tableta para extrapolar la escala y el alcance de la colección de tabletas. El catálogo aún se está actualizando y fue posible gracias a la contribución de material de varios colegas y proyectos, entre ellos: Archivos estatales de Asiria, Proyecto de comentarios cuneiformes, Corpus digital de textos léxicos cuneiformes e Inscripciones reales del período neoasirio.

## Lista de tablillas y cilindros importantes
- Inscripción de Azeká
- Tratado de Asarhaddón con Baal de Tiro
- Tableta Nimrud K.3751
- Prisma A de Sargón II
- Tablilla de Venus de Ammisaduqa
- Poema de Gilgamesh
- Enûma Eliš
- Cilindro Rassam[12]
- K.3364

| |
| Tablilla que contiene parte del Poema de Gilgamesh (Tablilla 11 que representa el Diluvio), que ahora forma parte de los fondos del Museo Británico |

| |
| "Tabla de Venus de Ammisaduqa" con previsiones astrológicas. Referencia del Museo Británico K.160. |

|                                                               |
| Tablilla de sinónimos. Referencia del Museo Británico K.4375. |

|                                                                  |
| El cilindro Rassam de 10 caras de Ashurbanipal, Museo Británico. |

| |
| Prisma de Senaquerib, que contiene registros de sus campañas militares que culminaron con la destrucción de Babilonia. Museo Británico BM 91032. |

## SigloXXI
Un equipo de académicos y arqueólogos iraquíes está trabajando sobre el proyecto de restaurar la antigua biblioteca. Para esta empresa pidieron la colaboración del Museo Británico (donde están depositadas las antiguas tablillas) para hacer réplicas de las mismas. El museo se prestó a dicha solicitud pero se presentan grandes obstáculos de tipo económico. Los arqueólogos iraquíes esperan que el organismo cultural de la Organización de las Naciones Unidas (ONU), la Organización de las Naciones Unidas para la Educación, la Ciencia y la Cultura (UNESCO), ayude a financiar el proyecto.